# Epacris glacialis
Epacris glacialis är en ljungväxtart som först beskrevs av Ferdinand von Mueller, och fick sitt nu gällande namn av Max Gray. Epacris glacialis ingår i släktet Epacris och familjen ljungväxter. Inga underarter finns listade i Catalogue of Life.